# Isla de San Pedro (Suiza)
La isla de San Pedro (en alemán: St. Petersinsel; en francés: Île de Saint-Pierre) es la única isla del Lago de Bienne en el cantón de Berna, en Suiza.  Se encuentra al suroeste de Erlach, puesto que desde la segunda mitad del siglo XIX se convirtió en una península del continente. Se formó en la última Edad de Hielo (en el Pleistoceno), cuando los glaciares del Ródano llegaron hasta las montañas del Jura. Es un promontorio del Monte Jolimont, por encima de la localidad de Erlach.
En el siglo XIX tras las obras de ingeniería de la corrección de agua del Jura, el nivel del agua de los tres lagos del Seeland ha bajado lo suficiente como para despejar el istmo hasta entonces oculto, que une a San Petersinsel con Erlach, desde entonces se ha convertido en una península.
Los monjes de la orden cluniacense fueron los primeros habitantes de la isla, y construyeron un monasterio en 1127.
Antes de su expulsión, Jean-Jacques Rousseau, pasó dos meses en la isla en 1765, llamándola el "momento más feliz de su vida"